# إيرانيون في اليابان

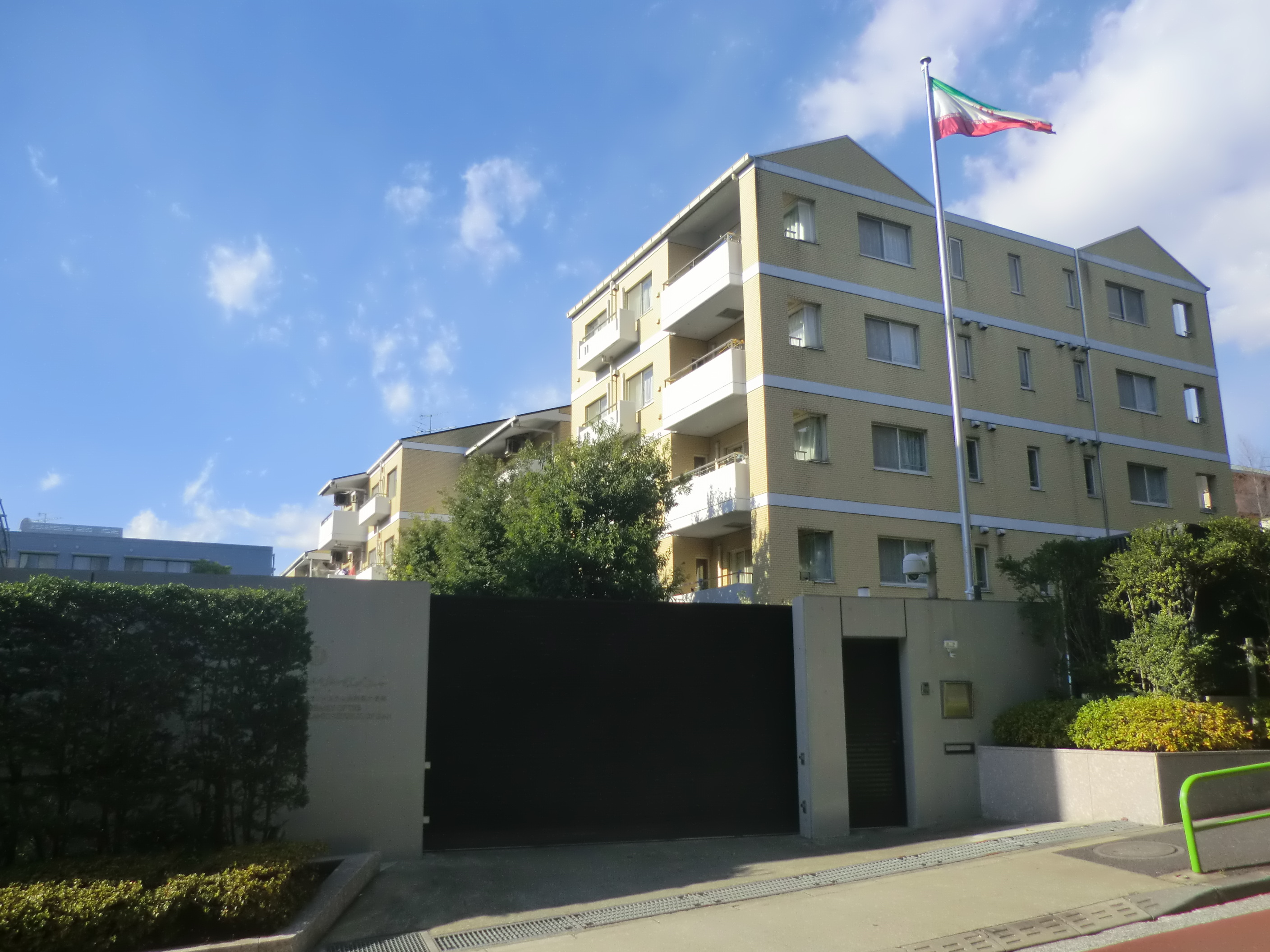

إيرانيون في اليابان (باليابانية: 在日イラン人) (بالفارسية: ایرانیان در ژاپن)، هم مواطنون إيرانيون يعيشيون في اليابان، يبلغ عدد السكان نحو 11,988 نسمة عام 2000م، يتحدثون باللغة الفارسية ويدينون بالمذهب الشيعي والدين البهائي.